# Filadelfio Caroniti
Filadelfio Caroniti (San Fratello, 2 gennaio 1906 – Acquedolci, 12 settembre 1979) è stato un funzionario e politico italiano. Fu parlamentare della Repubblica italiana dal 1948 al 1953, sindaco di San Fratello dal 1973 al 1977 e ingegnere delle Ferrovie dello Stato.

## Biografia
Nato da Salvatore Caroniti e da Marianna Mancuso, entrambi commercianti, rimase giovanissimo orfano della madre. Dopo avere trascorso la sua infanzia a San Fratello, andò in collegio a Palermo per completare gli studi. Quando una rovinosa frana distrusse il suo paese, l’8 gennaio del 1922, lui si trovava ancora a San Fratello per le vacanze di Natale. Aveva da poco compiuto 16 anni e la sua famiglia aveva già perso la madre, la casa di abitazione e il negozio nel quale si svolgevano le attività lavorative. La gran parte dei suoi parenti era già emigrata verso gli Stati Uniti, mentre Salvatore Caroniti portò la propria famiglia nel territorio di Acquedolci, dove nacque il nuovo abitato, su iniziativa dell’allora ministro della Guerra Antonino Di Giorgio.
Le diverse traversie spinsero Filadelfio a dedicarsi ancora più tenacemente agli studi. Prese il diploma con ottimi voti, ottenne anche un secondo diploma che gli consentì di iniziare a lavorare come geometra, e si iscrisse all'Università, sempre a Palermo, in ingegneria. Grazie ai primi lavori che svolse poté portare con sé a Palermo la sorella più piccola, Luigia (Gina), che completò gli studi e si iscrisse ai corsi di farmacia. La sorella più grande, Maria Angelina, era già maestra elementare, mentre Maria Luisa rimase a casa con il padre.

### Gli inizi dell'attività politica
Durante gli ultimi anni di liceo iniziò a manifestare i suoi interessi per la politica. Filadelfio Caroniti fu inizialmente attratto verso le istanze repubblicane, partecipando attivamente a circoli politici nei quali si avversava palesemente la monarchia sabauda. Ciò non gli impedì di laurearsi in regola e con ottimi voti. Ottenuto il titolo di ingegnere, nel 1929 iniziò a collaborare con l`ufficio tecnico di Acquedolci, partecipando alla redazione del progetto di realizzazione del Cimitero comunale, ma in breve tempo vinse un concorso nelle Ferrovie dello Stato e prese servizio a Messina come funzionario.
Nel 1937 dovette iscriversi al Partito Nazionale Fascista per non perdere il posto di lavoro, ma rimase sempre molto critico verso il regime e si avvicinò agli ambienti dell`Azione Cattolica. Nel 1937 si sposò con Ida Cuffari Buttà, insegnante di matematica, proveniente da una famiglia borghese di Naso. Durante gli anni della seconda guerra mondiale Caroniti fu ispettore capo superiore al movimento delle Ferrovie dello Stato, sempre a Messina. La città e, in particolare, la stazione ferroviaria, furono devastate dai bombardamenti alleati, e lui stesso riuscì a sopravvivere per delle fortunate coincidenze.

### L'attività politica nella Democrazia cristiana
Nel dopo guerra si distinse per l’attività politica all’interno della Democrazia Cristiana e alle elezioni del 1948 fu candidato al parlamento nazionale, nel collegio della Sicilia orientale, sostenuto elettoralmente dai ferrovieri ma anche da diverse parrocchie della città e della provincia di Messina. Ottiene 38.013 preferenze risultando il sesto della Democrazia Cristiana, poche decine di voti sotto Michelangelo Trimarchi, che risultò il più votato della provincia di Messina con circa 10.000 preferenze in più rispetto a Gaetano Martino, eletto nel Blocco Nazionale. Durante il corso della prima legislatura nazionale presentò 15 progetti di legge, dei quali uno come primo firmatario, e fa 82 interventi parlamentari, evidenziando un carattere battagliero, che lo portò a non essere sempre in linea con la disciplina di partito. Da membro della commissione trasporti – marina mercantile e in quella lavori pubblici, si occupò anche di istruzione pubblica e, soprattutto, si batte per la ricostruzione delle case distrutte dal terremoto e poi dai bombardamenti, oltre che per la costruzione delle infrastrutture del Mezzogiorno.
Nella divisione in correnti del congresso democristiano del 1949, Caroniti si attestò nel gruppo dei vespisti, la componente più moderata del partito, con Stefano Jacini e Carmine De Martino, ex esponente del Partito Popolare. Fu conservatore quanto alla difesa dei principi della tradizione cattolica e decisamente progressista quanto a programmi di innovazione tecnologica. Sensibile verso le classi sociali più indigenti si rivelò uno strenuo difensore del diritto di proprietà. Chiuso a ogni accordo coi socialcomunisti, spinse affinché la DC costruisse una aggregazione di centro destra. Malgrado ciò Caroniti strinse rapporti di amicizia con importanti esponenti della DC, tra i quali i futuri presidenti Giovanni Gronchi e Giovanni Leone.
Alle elezioni del 1953 e 1958 si ricandidò con la DC. Tuttavia, pur ottenendo nelle due elezioni una ottima affermazione personale, non riuscì a essere confermato in Parlamento e tornò alla sua attività di dirigente delle Ferrovie. Nel frattempo, nel 1949 nacque la sua prima figlia, Marianna. Nel 1961 essendo ormai rimasto vedovo, Caroniti si sposò con Annamaria Fleres, anche lei insegnante di matematica, proveniente da una famiglia borghese di Messina sopravvissuta al terremoto. Con lei ebbe tre figli, Marina, Salvatore e Dario, oggi ordinario di Storia delle Dottrine politiche all'Università degli Studi di Messina. Dalla seconda metà degli anni Cinquanta la sua sede di lavoro si era spostata a Reggio Calabria, dove arrivò a svolgere mansioni di capo compartimento delle ferrovie in un periodo molto complesso della storia calabrese, basti pensare al deragliamento del treno Palermo-Torino, presso Gioia Tauro, il 22 luglio 1970, ai moti di Reggio del 1970-71, alla occupazione della linea ferrata da parte degli abitanti di Africo capitanati da don Giovanni Stilo.
Nel 1969 partecipò al concorso internazionale di idee per un progetto di attraversamento stabile stradale e ferroviario dello Stretto di Messina, bandito dal Ministero dei lavori pubblici. Insieme agli ingegneri Costa e Enrico Fleres, Caroniti propose un istmo in blocchi di cemento, che avvicinasse le due sponde, realizzando infine un ponte a campata ridotta, maggiormente rispondente alle capacità tecnologiche dell’epoca. Il progetto presentava inoltre aspetti particolarmente innovativi, come lo sfruttamento della forza delle correnti marine per la produzione energetica, oltre alla realizzazioni di una nuova portualità particolarmente rivolta alle imparcazioni da diporto che fungessero da volano per il turismo. La commissione preferì, tuttavia, la soluzione del ponte sospeso a campata unica, sicuramente più affascinante, ma allora tecnicamente non realizzabile, essendo il ponte più lungo fino a quel momento realizzato minore di un terzo rispetto a quello che sarebbe dovuto sorgere sullo Stretto. Ancora adesso, 50 anni dopo, nessun ponte sospeso di tre chilometri è stato finora costruito.
Tra il 1972 e 1973 si pensò che Caroniti fosse nominato finalmente capo compartimento della tratta ferroviaria Reggio Calabria-Salerno. Nel governo era allora ministro dei lavori pubblici il messinese Antonino Gullotti. Gli fu invece preferito un suo avversario storico all’interno delle ferrovie, l’ing.Bitto, espressione di una cordata legata alla sinistra DC, dalla quale un decennio dopo venne fuori il presidente delle Ferrovie Lodovico Ligato

### Gli ultimi anni
Andato in pensione nel 1973, Caroniti tornò subito a stabilirsi a Messina dove riprese l’attività politica candidandosi al consiglio comunale di San Fratello. L’eccezionale numero di preferenze ottenute nell’elezione lo condusse a essere scelto dal consiglio quale sindaco. Nel periodo della sua sindacatura furono realizzate e avviate opere pubbliche di eccezionale importanza per il paese, come la Scuola Media "Alessandro Manzoni" e la Scuola Materna "Sant'Antonio", lo Stadio, la biblioteca, l’acquedotto ecc. Nonostante ciò nel 1977 la direzione provinciale della DC decise che Caroniti non doveva essere confermato sindaco, sicché egli decise di non ricandidarsi e di allontanarsi dal partito nel quale aveva militato, ma del quale rinnegava le aperture al PCI che in quegli anni si stavano profilando. Due anni dopo Filadelfio Caroniti morì a Messina il 12 settembre del 1979, dopo una lunga malattia. 
È attualmente sepolto nel cimitero di Acquedolci.